# Wachniewo (rejon wołogodzki)
Wachniewo (ros. Вахнево) – wieś w Rosji, w rejonie wołogodzkim obwodu wołogodzkiego. W 2021 r. była niezamieszkana.